# Armand-Louis de Béthune-Sully
Pour les articles homonymes, voir Bethune.
Armand-Louis II de Béthune-Sully, marquis de Chabris est un homme politique français né le 20 janvier 1756 à Paris et décédé le 6 août 1833 à Chabris (Indre).

## Biographie
Maire de Chabris, il descend d'une branche cadette de la famille de Béthune-Chabris. Il est député de l'Indre de 1810 à 1815.
Il est le dernier descendant légitime de la branche des marquis de Chabris (cf. l'article Philippe), qui subsista un temps avec son fils naturel reconnu, Anne-Louis Maximilien Constant de Béthune-Sully (1802-1874), lui-même père d'Armand-Maximilien (de) Béthune (1855-† ap. 1923).